# Hank Garland
Hank Garland (11. listopadu 1930 – 27. prosince 2004) byl americký kytarista. Na kytaru začal hrát ve svých šesti letech. V roce 1949 nahrál píseň „Sugarfoot Rag“, z níž se stal hit. Později pracoval převážně jako studiový hudebník, několik let nahrával například se zpěvákem Elvisem Presleyem. V roce 1961 měl autonehodu, po níž upadl na týden do komatu. Následně se již k hudbě nevrátil. Během své kariéry spolupracoval s mnoha dalšími hudebníky, mezi něž patří například Jerry Lee Lewis, Johnny Horton, Roy Orbison, Marty Robbins a Patsy Cline. Byl o něm natočen životopisný film Crazy, který měl premiéru v roce 2007.